# Veruno
Veruno (piemontiul: Vrun vagy Verun) település Olaszországban, Piemont régióban, Novara megyében. Lakosainak száma 1857 fő (2018. január 1.). Veruno Bogogno, Agrate Conturbia, Gattico, Borgo Ticino, Comignago és Borgomanero községekkel határos.

## Népesség
A település lakossága az elmúlt években az alábbi módon változott:

| 2017 | 1 847 |
| 2018 | 1 857 |